# Kisnyulasi Néma
Kisnyulasi Néma (románul: Nima Milășelului) falu Romániában, Maros megyében.

## Története
Mezőkirályfalva község része. A trianoni békeszerződésig Kolozs vármegye Mezőörményesi járásához tartozott.

## Népessége
2002-ben 15 lakosa volt, ebből 15 román nemzetiségű.

## Vallások
A falu lakói ortodox hitűek.